# Obrium asperatum
Obrium asperatum es una especie de escarabajo longicornio del género Obrium, categorizada en la tribu Obriini, de la subfamilia Cerambycinae. Fue descrita por Joly en 2010.

## Descripción
Mide 4,8-5,64 mm de longitud.

## Distribución
Se distribuye por Venezuela.